# Gwiazdozbiór Ryb
Ryby (łac. Pisces, dop. Piscium, symbol , skrót Psc) – duży, czternasty co do wielkości gwiazdozbiór zodiakalny nieba północnego, znajdujący się w pobliżu równika niebieskiego. Pierwotnie wyróżniano Rybę północną i południową, jednak dla uniknięcia nieporozumień związanych z sąsiednim, odrębnym gwiazdozbiorem Ryby Południowej, dziś określeń tych nie stosuje się. W Polsce widoczny jesienią. Liczba gwiazd widocznych nieuzbrojonym okiem: około 75.

## Mity i legendy
Grecy zapożyczyli tę konstelację z Babilonii. Według greckiego mitu dwie ryby tej konstelacji przedstawiają Afrodytę i jej syna Erosa. Mit z nią związany odnosi się do początków istnienia bogów greckich i ich walki z tytanami i gigantami. Po tym jak bogowie olimpijscy pokonali tytanów i wyrzucili ich z nieba, Gaja – matka Ziemia – wykorzystała ostatnią szansę i wezwała Tyfona, najstraszniejszego potwora, jakiego świat widział. Jego uda były olbrzymimi wężami, a kiedy unosił się w powietrzu jego skrzydła przesłaniały słońce. Miał sto smoczych głów, a ogień tryskał mu z każdego oka. Potwór czasem mówił delikatnym głosem, który mogli zrozumieć bogowie, ale czasem ryczał jak byk czy lew albo syczał jak wąż. Przerażeni olimpijczycy uciekli, a Eros i Afrodyta zamienili się w ryby i zniknęli w morzu. Żeby się nie zgubić w ciemnych wodach Eufratu (wg innych wersji – w Nilu), połączyli się sznurem. W innej wersji tej legendy dwie ryby podpłynęły i uratowały Afrodytę i Erosa, zabierając ich na swoich grzbietach.
Niekiedy też gwiazdozbiór jest kojarzony z dziećmi ryby, która ocaliła przed utonięciem egipską boginię Izydę.
Na niebie gwiazdozbiór ten przedstawiony jest jako dwie ryby płynące w prostopadłych kierunkach, ale połączone ze sobą sznurem. Punkt, w którym łączą się dwa sznury, jest oznaczony gwiazdą Alfa Piscium. Asteryzm Diadem stanowi ciało południowej ryby.

## Punkt równonocy wiosennej
Około 8° na południe od gwiazdy Omega Piscium znajduje się punkt równonocy wiosennej, w którym ekliptyka przecina się z równikiem niebieskim. Słońce przechodzi przez ten punkt w dniu 21 marca, rozpoczynając tym samym astronomiczną wiosnę. Punkt ten nazywany jest również Punktem Barana, ponieważ w czasach starożytnych znajdował się on właśnie w gwiazdozbiorze Barana. Przesuwa się na skutek zjawiska precesji. Za około 500 lat znajdzie się w gwiazdozbiorze Wodnika. Przez gwiazdozbiór przebiega obecnie 36,9° ekliptyki – ponad 1/4 znaku Ryby i prawie cały znak Barana. Słońce wędruje na tle gwiazdozbioru Ryby pomiędzy 12 marca a 18 kwietnia.

## Gwiazdy Ryb
Ryby są jednym z najbledszych gwiazdozbiorów Zodiaku. Jedynie dwie gwiazdy czwartej wielkości zdobią tę konstelację, tworzącą bardzo wydłużone V na południowy wschód od Wielkiego kwadratu Pegaza. asteryzm znany jako „Diadem” – pięciokąt gwiazd czwartej i piątej wielkości, stworzony z gammy, tety, joty, kappy i lambdy to najbardziej rozpoznawalny fragment gwiazdozbioru, znajduje się dokładnie na południe od Wielkiego Kwadratu Pegaza. Stanowi ciało jednej z ryb – południowej. W jego wnętrzu leży TX Piscium (19 Piscium), czerwony olbrzym o ciemnopomarańczowej barwie, zmieniający jasność nieregularnie.
Obserwowana zmienność jasności waha się między 4,79 a 5,20m.
- 47 Piscium (TV Psc) – olbrzym późnego typu (M3-M4). W obserwowanej krzywej jasności widać półregularne pulsacje od 4,65 do 5,42m.
- Alfa Piscium, zwana też Alrescha – gwiazda podwójna złożona z nieco różniących się gwiazd leżących blisko siebie. Bez trudu dają się rozróżnić w 10-centymetrowym teleskopie[1]. Położona w odległości około 139 lat świetlnych[2].
- Zeta Piscium (ζ Psc, Revati) – gwiazda wielokrotna złożona z olbrzyma o typie widmowym A7 i jasności 5,24m oraz układu spektroskopowego oddalonego o 23″, w którego skład wchodzą gwiazdy – karły o typie widmowym G7 i F7.
- Najjaśniejsza gwiazda konstelacji Eta Piscium (Alpherg), przewyższająca Alfę (α) o niemal pół wielkości. Jest olbrzymem cztery razy masywniejszym i 316 razy jaśniejszym od Słońca. Położona jest w odległości 300 lat świetlnych[1].

## Interesujące obiekty
Konstelacja jest nieco oddalona od Drogi Mlecznej i oprócz kilku interesujących gwiazd podwójnych mają do zaoferowania liczne galaktyki. Olbrzymia supergromada w Perseuszu-Rybach leży daleko w tle gwiazd Ryb i zawiera tysiące galaktyk.
- M74 (NGC 628) – galaktyka uważana za jeden z najlepszych przykładów galaktyki spiralnej. Została wybrana na prototyp klasy galaktyk Sc. Jest oddalona od Słońca o około 30-40 milionów lat świetlnych i zajmuje na niebie obszar 10,2 na 9,5 sekundy łuku[4].
- Z pozostałych galaktyk atrakcyjnym – chociaż bladym i małym – wrzecionem jest NGC 676, w której gwiazda dziewiątej wielkości zakrywa puste centrum[4].

## Rój meteorów
Łowcy meteorów mogą zliczać zjawiska związane z rojem Piscydów, pochodzących od komety Morehouse’a, a który osiąga maksimum aktywności około 11 września.